# Yves Lamarque
Pour les articles homonymes, voir Lamarque.
Yves Lamarque, né le 30 novembre 1967 à Dax, est un rameur d'aviron français.

## Palmarès

### Championnats du monde
- 1993 à Račice
  -  Médaille d'or en deux de couple[2]
- 1994 à Indianapolis
  -  Médaille de bronze en deux de couple[2]